# 1,2-Dichlorobenzène
Le 1,2-dichlorobenzène ou orthodichlorobenzène (ODCB), est un composé organique aromatique de formule brute C6H4Cl2. Constitué d'un cycle benzénique substitué par deux atomes de chlore adjacents, c'est l'un des trois isomères dichlorobenzène. Il se présente sous la forme d'un liquide incolore, peu soluble dans l'eau mais miscible avec la plupart des solvants organiques. 
Il est principalement utilisé comme précurseur chimique dans la synthèse de produits agrochimiques, comme solvant préféré pour la dissolution et le traitement des fullerènes, comme insecticide, ainsi que pour l'amollissement et l'élimination de la contamination à base de carbone sur les surfaces métalliques.

## Production et utilisation
Le 1,2-dichlorobenzène est obtenu en tant que sous-produit de la production de chlorobenzène :
C6H5Cl  +  Cl2   →   C6H4Cl2  +  HCl
La réaction fournit également le 1,4-dichlorobenzène et de petites quantités de l'isomère 1,3. L'isomère 1,4 est généralement préféré à l'isomère 1,2 pour des raisons d'encombrement stérique. L'isomère 1,3 est rare car il s'agit d'un composé méta, alors que le chlore, comme tous les halogènes, est un ortho/para-directeur en termes de substitution électrophile aromatique.
Il est principalement utilisé comme précurseur du 1,2-dichloro-4-nitrobenzène (en), un intermédiaire dans la synthèse de produits agrochimiques.  En termes d'applications de niche, le 1,2-dichlorobenzène est un solvant polyvalent à haut point d'ébullition. C'est un solvant préféré pour la dissolution et le travail avec les fullerènes. C'est un insecticide pour les termites et les Cerambycidae, utilisé traditionnellement par le service forestier des États-Unis pour lutter contre les épidémies de Scolytinae.

## Sécurité
Les données relatives à l'exposition humaine au 1,2-dichlorobenzène montrent que des concentrations de 100 ppm auraient provoqué une irritation sporadique des yeux et des voies respiratoires. L'Occupational Safety and Health Administration et la National Institute for Occupational Safety and Health ont fixé des limites d'exposition professionnelle à un maximum de 50 ppm sur une journée de travail de huit heures.

### articles connexes
- Chlorobenzène
- Dichlorobenzène